# Registrazione Hitler-Mannerheim

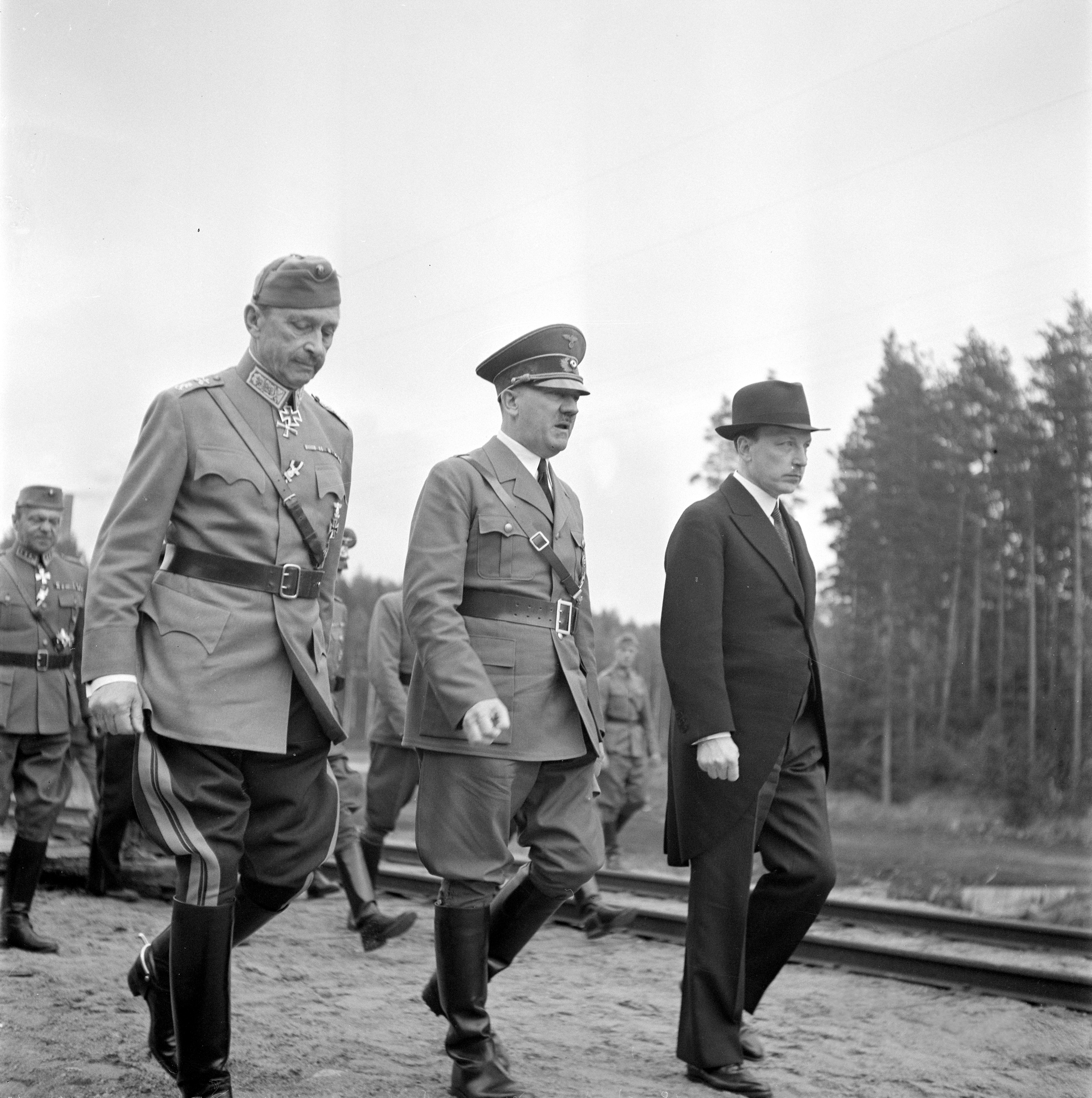
Da sinistra, Carl Gustaf Emil Mannerheim, Adolf Hitler e Risto Ryti.

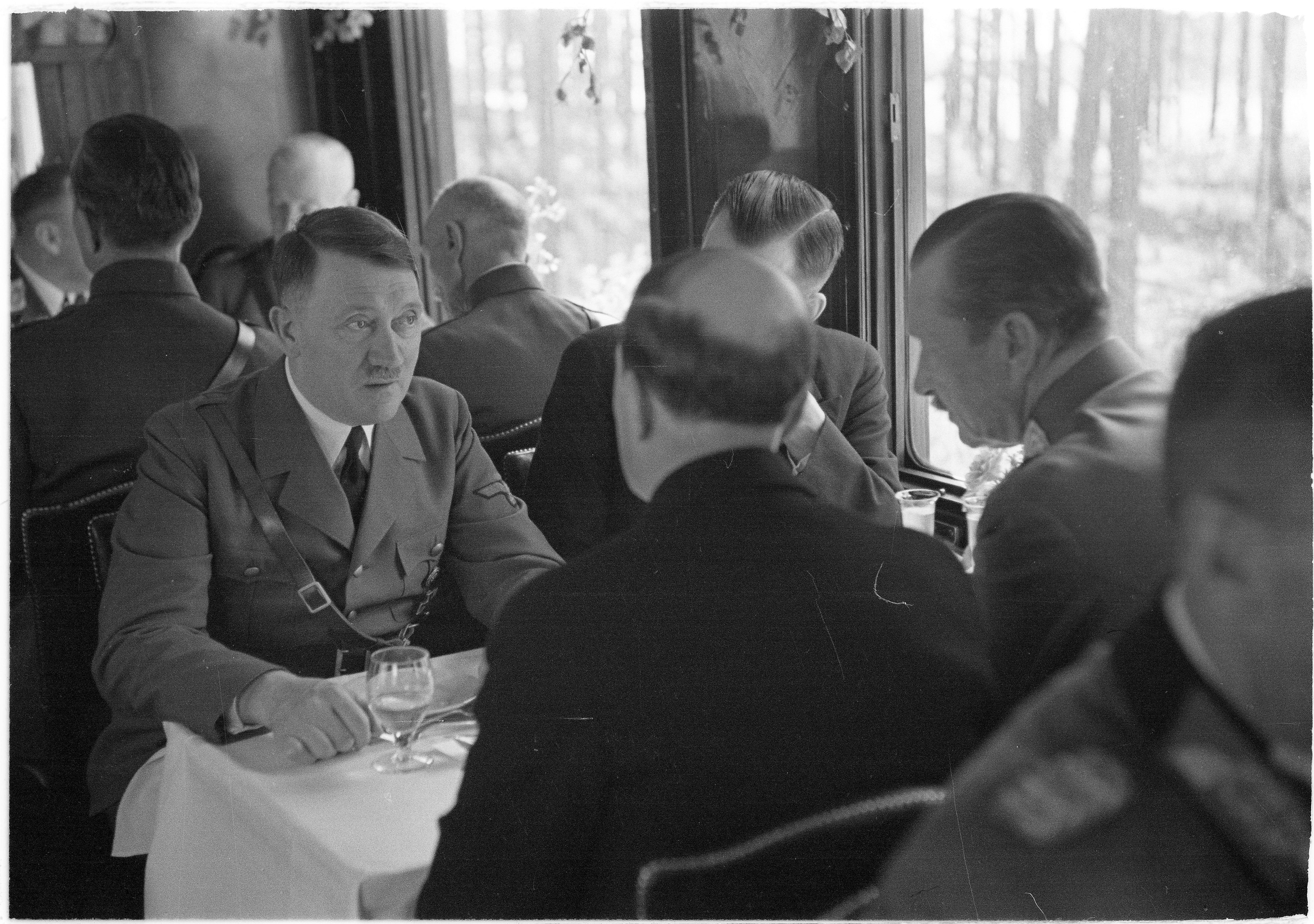
L'incontro privato fra Hitler e Mannerheim.

La registrazione Hitler-Mannerheim è un documento sonoro riportante un colloquio privato tra Adolf Hitler e Carl Gustaf Emil Mannerheim, all'epoca comandante supremo delle Forze di difesa finlandesi, avvenuto il 4 giugno 1942 in occasione di una visita di Hitler in Finlandia per il settantacinquesimo compleanno di Mannerheim. Thor Damen, un tecnico del suono della compagnia di radiocomunicazioni Yle, fu incaricato di registrare l'indirizzo augurale di Hitler e la risposta di Mennerheim, ma registrò anche, senza permesso, undici minuti della successiva conversazione privata fra i due. Si tratta dell'unica registrazione nella quale Hitler parla con la propria voce naturale, senza l'impostazione declamatoria tipica dei comizi, in un contesto non ufficiale.

## Storia
Il 22 giugno del 1941 la Germania invase l'Unione Sovietica. Nonostante il successo iniziale, i russi riuscirono a respingere l'assalto contro Mosca e bloccarono l'avanzata tedesca. Nel 1942 il Führer visitò segretamente la Finlandia in occasione del settantacinquesimo compleanno di Carl Gustaf Emil Mannerheim. Hitler aveva la necessità che i propri alleati tenessero impegnata l'Unione Sovietica e Mannerheim si era inizialmente mostrato interessato a collaborare con la Germania, ma non voleva che le trattative fossero di dominio pubblico. Per questo motivo, non volendo far sembrare quella del Cancelliere tedesco una visita di Stato, non lo ricevette nel proprio quartier generale bensì a Imatra, nella Finlandia meridionale. Dopo l'atterraggio di Hitler, che venne salutato e accompagnato dal presidente finlandese Risto Ryti e da alti funzionari statali e militari, l'incontro con Mannerheim avvenne su un vagone ferroviario, dove si teneva il pranzo di compleanno.
In questo vagone un ingegnere finlandese, Thor Damen, aveva installato sulla cappelliera un microfono allo scopo di registrare i discorsi ufficiali dei due leader. Il microfono, però, venne lasciato acceso e registrò anche i primi undici minuti della conversazione privata fra Hitler e Mannerheim. Nella discussione il Führer parlò del fallimento dell'Operazione Barbarossa, delle sconfitte italiane, della sua sorpresa per la capacità dell'Unione Sovietica di produrre migliaia di carri armati e delle sue preoccupazioni strategiche sui pozzi petroliferi rumeni.
Quando le SS si accorsero che Damen stava ancora registrando gli chiesero di interrompere, pretendendo successivamente la distruzione del nastro. Tuttavia, la Yle venne autorizzata a conservare la registrazione, a patto che fosse all'interno di un contenitore sigillato. Il nastro venne allora consegnato a Kustaa Vilkuna, capo dell'Ufficio Statale di Censura, e nel 1957 tornò di proprietà della Yle, che lo rese pubblico. L'autenticità del nastro venne messa in dubbio perché alcuni non vi riconoscevano il classico tono di voce declamatorio del Cancelliere tedesco, ma i dubbi vennero fugati dall'Ufficio Federale della Polizia Criminale mediante il suo direttore, Stefan Gfrörer, il quale analizzò le frequenze vocali e le comparò con altre registrazioni autentiche di Hitler, concludendo che la voce del nastro di Thor Damen è certamente quella del Führer.
Secondo Ohto Manninen, professore di storia bellica all'Università Finlandese di Difesa Nazionale, la registrazione non contiene notizie sensazionali, ma è interessante perché Hitler affronta la situazione drammatica nella quale si stavano trovando le truppe tedesche in Unione Sovietica. Nella registrazione, sempre secondo Manninen, il Führer non cerca risposte, ma espone il suo punto di vista creando un monologo. Si tratta dell'unica registrazione della voce di Hitler mentre parla con voce non impostata in un contesto privato. Il vagone ferroviario dove avvenne l'incontro si trova a Sastamala, lungo la Valtatie 12, ed è aperto al pubblico dal 1969. La registrazione venne utilizzata dall'attore Bruno Ganz per imparare a imitare il tono di voce colloquiale di Hitler durante le riprese del film La caduta - Gli ultimi giorni di Hitler.

## Trascrizione
Di seguito la trascrizione degli undici minuti di conversazione fra Hitler e Mannerheim:
Hitler: «... un pericolo molto serio, forse il più grave. Solo adesso siamo in grado di valutarlo chiaramente. Noi stessi non avevamo capito quanto fosse pesantemente armata (l'Unione Sovietica, ndt)».

Mannerheim: «Durante la guerra d'inverno non lo sospettavamo. Ovviamente avevamo avuto l'impressione che fossero ben armati. Ma non così, davvero. Adesso non ci sono più dubbi su cos'hanno nei loro arsenali».

Hitler: «Assolutamente, avevano i più grandi armamenti che si potessero immaginare. Se qualcuno mi avesse detto... (Hitler viene interrotto dal rumore di apertura e chiusura di una porta) Se qualcuno mi avesse detto che una nazione poteva contare su 35.000 carri armati, gli avrei detto: "Lei è pazzo!"».

Mannerheim: «Trentacinque?».

Hitler: «35.000 carri armati. Abbiamo distrutto, in questo momento, più di 34.000 carri. Se qualcuno, se un mio generale, mi avesse detto che una nazione poteva iniziare una guerra con ben 35.000 carri armati, gli avrei risposto: "Lei, signore, vede doppio, vede dieci volte tanto, è impazzito, ha le allucinazioni!". Non pensavo fosse possibile. Prima ho detto che abbiamo trovato delle fabbriche, una di queste a Kramators'k, per esempio, che era un villaggio agricolo. Due anni fa c'erano solo duecento carri armati. Noi non sapevamo nulla. Oggi c'è una fabbrica di carri armati dove, durante la prima fase, lavoravano più di 30.000 persone, e adesso 24 ore su 24 ne lavorano 60.000, tutti in una sola fabbrica di carri armati! Una fabbrica gigantesca, con masse di lavoratori che vengono certamente trattati come animali».

Voce sconosciuta:  «Nell'area di Donec'k?».

Hitler: «Nell'area di Donec'k».

Mannerheim: «Beh, se ci pensiamo, hanno avuto la libertà di armarsi per vent'anni, più di vent'anni, quasi venticinque anni di tempo per armarsi».

Hitler: «Hanno speso tutto in armamenti».

Mannerheim: «Tutto in armamenti».

Hitler: «Solo che, come ho detto prima al tuo presidente, noi non ne avevamo idea. Se l'avessi saputo, la scelta sarebbe stata ancora più sofferta, ma avrei deciso comunque di attaccare perché non c'era altra possibilità. Già nell'inverno fra il '39 e il '40 mi resi conto che uno scontro (con l'Unione Sovietica, ndt) sarebbe avvenuto. Avevo l'incubo dell'Occidente perché una guerra su due fronti ci avrebbe distrutti. Oggi lo vediamo ancora più chiaramente di allora. Io volevo condurre una campagna contro l'Occidente già nell'autunno del '39, ma il maltempo ci aveva ostacolati. Il nostro intero armamento soffre per le condizioni del tempo. È un ottimo armamento, molto efficiente, ma soffre per il meteo. Lo abbiamo visto durante la guerra. Le nostre armi sono efficaci per i combattimenti sul fronte Ovest e tutti sapevamo, fin dall'inizio, che non si può fare una guerra in inverno. I nostri carri, infatti, non sono progettati per una guerra invernale. Vennero condotte prove per appurare che non è possibile operare in inverno. Questo è un punto di partenza diverso (rispetto a quello sovietico, ndt). Nell'autunno 1939 affrontammo la questione: io volevo attaccare ed ero certo che saremmo riusciti a piegare la Francia in sei settimane, però dovemmo tenere presente che pioveva di continuo. Conosco molto bene la Francia e mi fu impossibile ignorare l'opinione dei miei generali, i quali mi dissero che c'era il rischio di non avere sufficiente slancio, che i nostri carri armati sarebbero stati meno efficaci e che il sostegno aereo avrebbe avuto difficoltà a causa del maltempo. Io conosco la Francia, fui soldato là per quattro anni durante la Grande Guerra. E così accumulammo ritardo. Se avessimo conquistato la Francia già nel '39, le cose sarebbero andate diversamente. Invece dovemmo aspettare fino al 1940 e non potemmo attaccare prima di maggio. Solo per il 10 maggio, che era una bella giornata, diedi l'ordine di attaccare. L'8 maggio diedi l'ordine di attacco per il 10. E poi dovemmo effettuare un gigantesco spostamento di truppe da Ovest a Est. Prima dell'occupazione (della Francia, ndt) operammo in Norvegia e una grande sventura, lo dico oggi serenamente, ci colpì, e cioè la scoperta della debolezza dell'Italia, che emerse soprattutto nella situazione in Nord Africa, e anche in Albania e Grecia. Dovemmo aiutare gli italiani. Questo, per noi, fu un problema perché significava dividere le nostre forze aeree e corazzate e perdere tempo. Proprio mentre stavamo ultimando le nostre unità corazzate per l'Est dovemmo rinunciare a due divisioni, che poi divennero tre, e dovemmo continuamente sostituire le perdite che subivamo. I combattimenti nel deserto furono molto sanguinosi. Ovviamente tutto questo venne a mancare a Est. Ebbi una conversazione con Molotov, in quel periodo, ed ero assolutamente certo che fosse partito con l'intenzione di iniziare una guerra, ma io ero fermamente determinato a impedirglielo. Le richieste che aveva formalizzato facevano chiaramente trasparire il loro desiderio di conquistare l'Europa. Già nell'autunno del 1940 considerammo la possibilità di rompere le relazioni con l'Unione Sovietica. All'epoca consigliai al governo finlandese di prendere tempo, di negoziare, perché avevo sempre temuto che l'Unione Sovietica volesse attaccare la Romania per impadronirsi dei suoi giacimenti petroliferi nel tardo autunno del '40, e noi non eravamo pronti. Se avessero preso i pozzi di petrolio, la Germania sarebbe crollata, ma ci sarebbero volute sessanta divisioni russe per farlo. In Romania, a quel tempo, noi non avevamo unità importanti. Il governo rumeno si era rivolto a noi da poco e il numero delle nostre unità in Romania era risibile. Ai sovietici sarebbe bastato solo occupare i pozzi di petrolio. Certo, con le nostre armi non potevamo iniziare una guerra a settembre o a ottobre, era fuori discussione. Il trasferimento delle truppe verso Est era appena iniziato, e poi le nostre unità dovevano prima consolidare la situazione a Ovest. Dovevamo anche occuparci di ricostruire i nostri armamenti perché avevamo subito delle perdite. Sarebbe stato impossibile attaccare prima della primavera del '41. E se i russi avessero preso i giacimenti petroliferi rumeni nell'autunno del '40, noi nel '41 saremmo stati spacciati. La Germania ha un'enorme produzione bellica, ma ciò che consumano l'aeronautica e le divisioni di carri armati è qualcosa di davvero enorme, a livelli che superano l'immaginazione. Senza una fornitura di quattro o cinque milioni di tonnellate di petrolio rumeno non avremmo potuto combattere e saremmo stati spacciati. Questa era la mia preoccupazione. Per questo portai avanti le relazioni con l'Unione Sovietica fino a quando fummo abbastanza forti da essere in grado di combattere. Le richieste dei russi erano ricatti belli e buoni. Loro sapevano che noi eravamo impegnati a Ovest, sapevano che potevano minacciarci. Quando Molotov venne in visita gli dissi chiaramente che le loro richieste erano assurde, e così interruppi le nostre relazioni. Erano quattro i punti. Uno di questi riguardava la loro intenzione di difendersi dalle minacce finlandesi. Io gli dissi: "Non potete convincermi che la Finlandia sia una minaccia per l'Unione Sovietica!", e lui mi rispose che i finlandesi avrebbero voluto agire contro gli alleati dell'Unione Sovietica, contro la loro società, e che una grande nazione non può tollerare le minacce di un piccolo paese. Gli risposi: "Io non credo che la vostra esistenza sia minacciata dalla Finlandia!"».

Mannerheim: «Ma è ridicolo!».

Hitler: «Molotov disse che c'era una minaccia morale contro l'Unione Sovietica da parte della Finlandia. Io gli risposi che non avremmo tollerato passivamente una guerra nella zona del Baltico. Allora mi chiese quali erano le nostre intenzioni in Romania, dato che gli avevamo dato delle garanzie. Voleva sapere se avevamo intenzione di attaccare la Russia. Io gli risposi che non ritenevo che un attacco sarebbe stato diretto contro di loro, dato che l'Unione Sovietica non aveva intenzione di aggredire la Romania. Gli ricordai che avevano sempre detto che la Bessarabia gli appartiene, ma che non avevano mai avanzato pretese sulla Romania. Mi disse che avevo ragione, ma che voleva sapere con più precisione se questa garanzia...».

Fine della registrazione.